# Lucanus placidus
Lucanus placidus — північноамериканський жук роду Lucanus з родини рогачів.

## Опис
Жуки розміром 19-32 мм, мандібули відносно невеликого розміру, у самців з декількома зубцями, у самок — з одним. Від темного червоно-коричневого до чорного кольору. Самки цього виду схожі на Lucanus capreolus, але більш темного кольору, кінцівки однотонні, без світло-коричневих відмітин.

## Ареал
Lucanus placidus зустрічається у Канаді та США, поширений від Онтаріо, Міннесоти та Небраски на півночі до Північної Кароліни та Техаса на півдні.

## Місцеперебування
Віддає перевагу ділянкам з піщаними ґрунтами.

## Особливості біології
Літ жуків припадає на весну та раннє літо — травень-липень, в залежності від регіону ареалу. Прилітають на джерела штучного світла.